# Ipeľské Úľany
Ipeľské Úľany este o comună slovacă, aflată în districtul Levice din regiunea Nitra. Localitatea se află la altitudinea de 332 m deasupra n.m., se întinde pe o suprafață de 15,68 km2 și în 2017 număra 277 de locuitori.

## Istoric
Localitatea Ipeľské Úľany este atestată documentar din 1259.

## Demografie
| An:                | 1994 | 2004    | 2014    | 2024   |
| ------------------ | ---- | ------- | ------- | ------ |
| Număr de persoane: | 415  | 342     | 290     | 262    |
| Diferență:         |      | −17,59% | −15,20% | −9,65% |

| An:                | 2023 | 2024   |
| ------------------ | ---- | ------ |
| Număr de persoane: | 263  | 262    |
| Diferență:         |      | −0,38% |